# Westwerk
Westwerk (njemački za zapadni stil) je monumentalni oblik zapadnog pročelja crkve u srednjovjekovnoj arhitekturi predromanike (Starohrvatska umjetnost), i romanike. Fasada se sastoji od nekoliko katova iznad središnjeg portala, obično između dva tornja, dok se unutra nalazi vestibul, kapela, i nekoliko galerija koje gledaju na središnji brod (arhitektura). Ovakav način gradnje pročelja služio je za pokazivanje moći vladara, a vjeruje se da je na njega utjecalo mnogo kultura. 
Najstariji primjeri ovih pročelja bili su na sirijskim ranokršćanskim crkvama, ali i onima u Španjolskoj. Dvorska kapela Karla Velikog u Aachenu je bio prvi primjer koji su slijedili mnogi, no taj westwerk je kasnijim nadgradnjama uklonjen. Tako je westwerk opatije u Corveyu (873. – 885., Njemačka) najstariji primjer koji i dan danas stoji. Njemački kraljevi, kasnije i carevi, imali su običaj prespavati u ovom westwerku za vrijeme svog obilaska zemlje. Kod nas najstariji primitivni primjer je starohrvatska crkva sv. Spasa na vrelu Cetine iz 9. stoljeća.
U 11. stoljeću westwerk se počeo primjenjivati u normanskoj gradnji, od kojih je možda prva bila crkva opatije u Jumiègesu,  koja je posvećena 1067. god. Ovaj obrazac je nastavljen u mnogim gotičkim građevinama.
- Westwerk sv. Pantaleona, Koln, druga polovica 10. st.
- Westwerk Gospine crkve u Maastrichtu, Nizozemska, oko 1000. god.
- Westwerk katedrale u Speyeru, 11. st.
- Westwerk katedrale Santiago de Compostela (17. st.).